# Steatoda bipunctata
Espèce
Synonymes
- Aranea bipunctata Linnaeus, 1758
- Aranea quadripunctata Fabricius, 1775
- Aranea punctata De Geer, 1778
- Aranea bipunctata album Panzer, 1804
- Epeira ancora Krynicki, 1837
- Phrurolithus ornatus C. L. Koch, 1839
- Theridion quadrimaculatum Walckenaer, 1841
- Theridium cruciatum Giebel, 1869
- Steatoda brasiliana Keyserling, 1884

Steatoda bipunctata est une espèce d'araignées aranéomorphes de la famille des Theridiidae.

## Distribution
Cette espèce se rencontre en zone paléarctique. Elle a été introduite en Amérique.
Elle est relativement commune et on la trouve près ou dans les habitations.

## Description
Les mâles mesurent de 4,5 à 5 mm et les femelles de 4,5 à 7 mm.

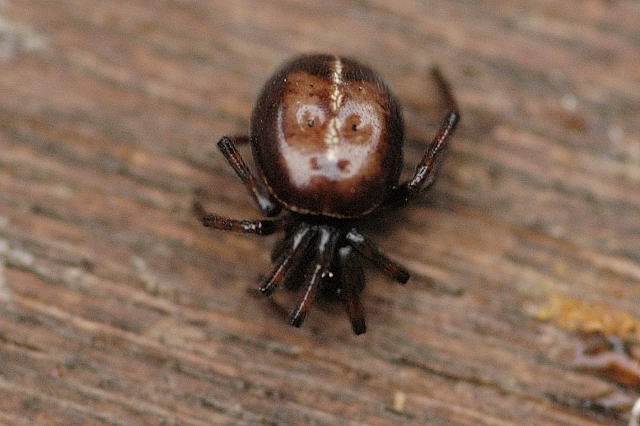
Les deux points sur l'abdomen d'une femelle.

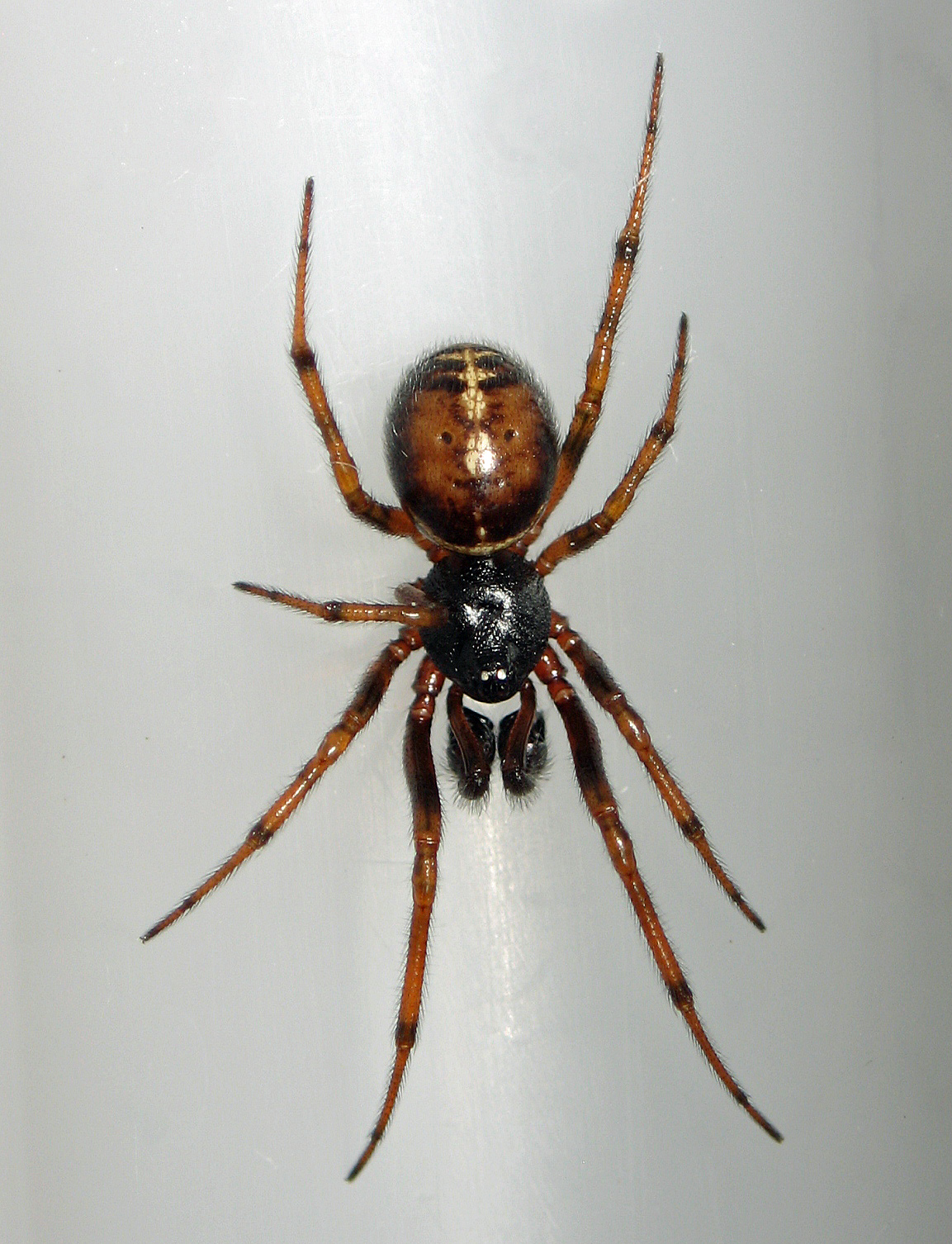
Steatoda bipunctata ♂

Cette araignée porte deux points sur son abdomen.

## Étymologie
Le nom spécifique bipunctata, signifiant deux points, vient des marques que cette araignée porte sur son abdomen.

## Publication originale
- Linnaeus, 1758 : Systema naturae per regna tria naturae, secundum classes, ordines, genera, species, cum characteribus, differentiis, synonymis, locis, ed. 10 (texte intégral).